# 흙죽
흙죽(일본어: つちがゆ 쓰치가유[*])이란 기근 시에 연명을 위해 먹었다고 하는 흙과 물로 만든 죽이다.

## 만드는 법
만드는 법은 두 가지가 있다. 흙은 어떤 것이라도 상관없지만, 특히 부엽토(흙이나 나무 따위가 썩어서 된 흙)가 선호된다. 물과 흙을 4～5:1의 비율로 섞어서 가라앉는지 확인한 후에 물은 버린다. 이것을 여러 번 반복하면서 그 안에 끼어 있는 먼지나 티끌 등의 불순물 및 자갈, 돌 등을 제거한다. 말끔해진 흙을 사흘 동안 물에 담가두고 이 동안에 하루에 약 3~4회 물을 간다. 마지막에 흙에 적당한 양의 물을 넣고 끓이면 완성된다. 즉, 정제된 흙을 먹는 것이다.
두 번째 방법은 흙과 물을 1:1로 섞어서 찌꺼기들이 가라앉는 것을 기다린 후에 물을 버린다. 이 역시 부엽토를 사용하는 것이 좋다. 그 정제된 흙에 물을 부어 섞은 뒤에 윗부분 물을 따로 빼어 끓인다. 그러면 물 안에 있는 유기 성분이 스며들어 영양분이 되므로 이것을 먹을 수 있다. 이 경우에는 흙을 먹지 않는다.

## 참고 문헌
- 츠카모토 테츠조 교정『心學道話集』〈有朋堂文庫普及版）1945年